# Borgo a Mozzano
Borgo a Mozzano /'borgo a mo'ʦːano/ je italská obec v toskánské provincii Lucca, 15 km severně od hlavního města. Obec má rozlohu 72 km² a zhruba 7 400 obyvatel.
V obci se nachází most Ponte della Maddalena přes řeku Serchio. První most byl postaven v 11. století, současnou podobu získal při rozsáhlé přestavbě kolem roku 1300. Okolo roku 1500 dostal jméno Ponte della Maddalena podle sochy Marie Magdaleny, která stála při vstupu na most. V roce 1836 byl poničen při povodni. Podle legendy pomáhal staviteli ďábel a most se proto někdy nazývá Ponte del Diavolo – Ďáblův most. Je dlouhý 95 m, široký 3,7 m a největší oblouk má rozpětí 37,8 m. Další tři oblouky mají rozpětí 8,35 m, 10 m a 14,5 m.

## Vývoj počtu obyvatel

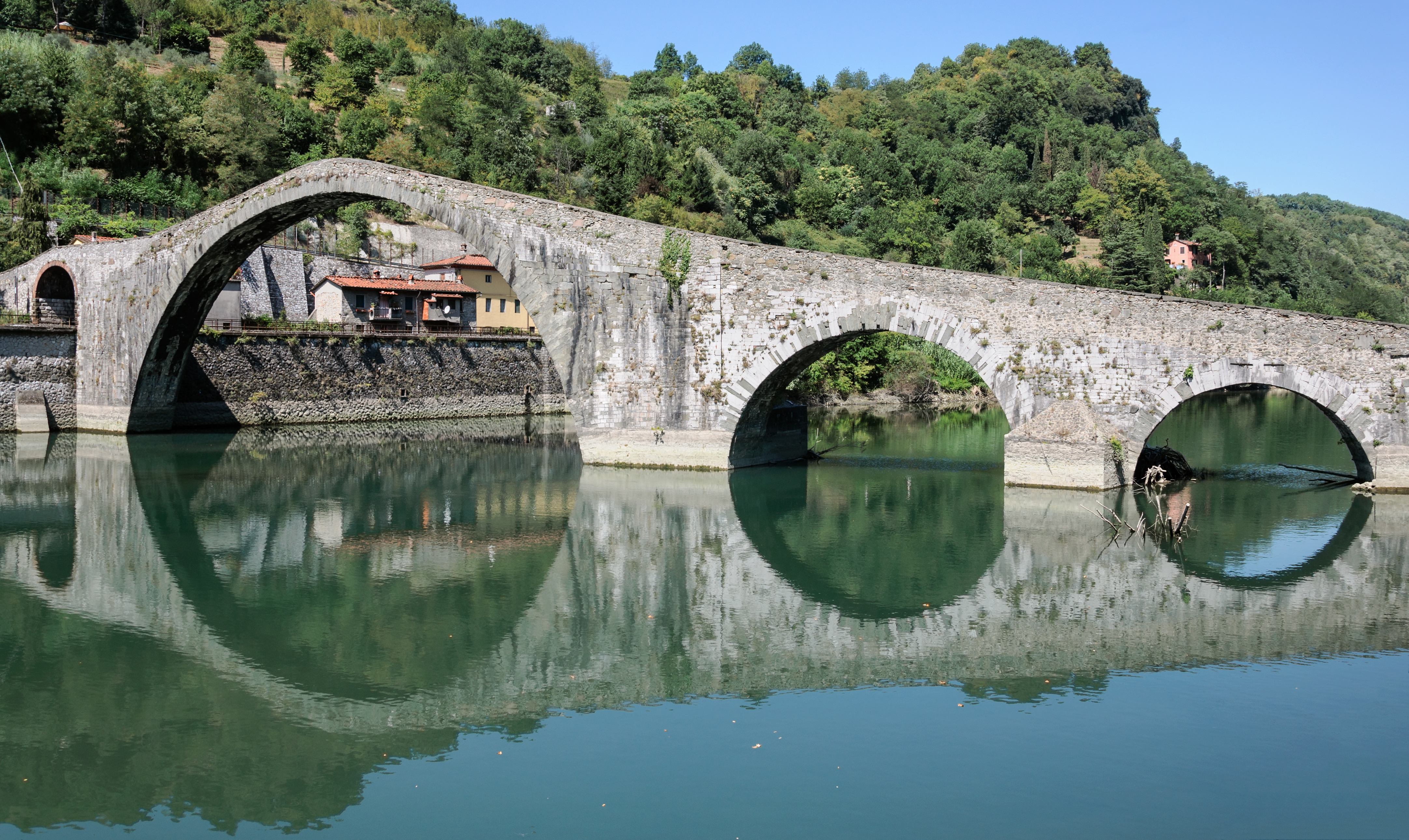
Ponte del diavolo

Počet obyvatel